# Перепись населения Беларуси (1999)
Перепись населения Беларуси 1999 года — первая после распада СССР перепись населения и жилого фонда в Беларуси, прошедшая с 16 по 23 февраля 1999 года. Перепись показала, что по состоянию на 16 февраля 1999 года население составляет 10 045 237 человек, что на 154 472 человека меньше, чем по переписи 1989 года.

## Особенности

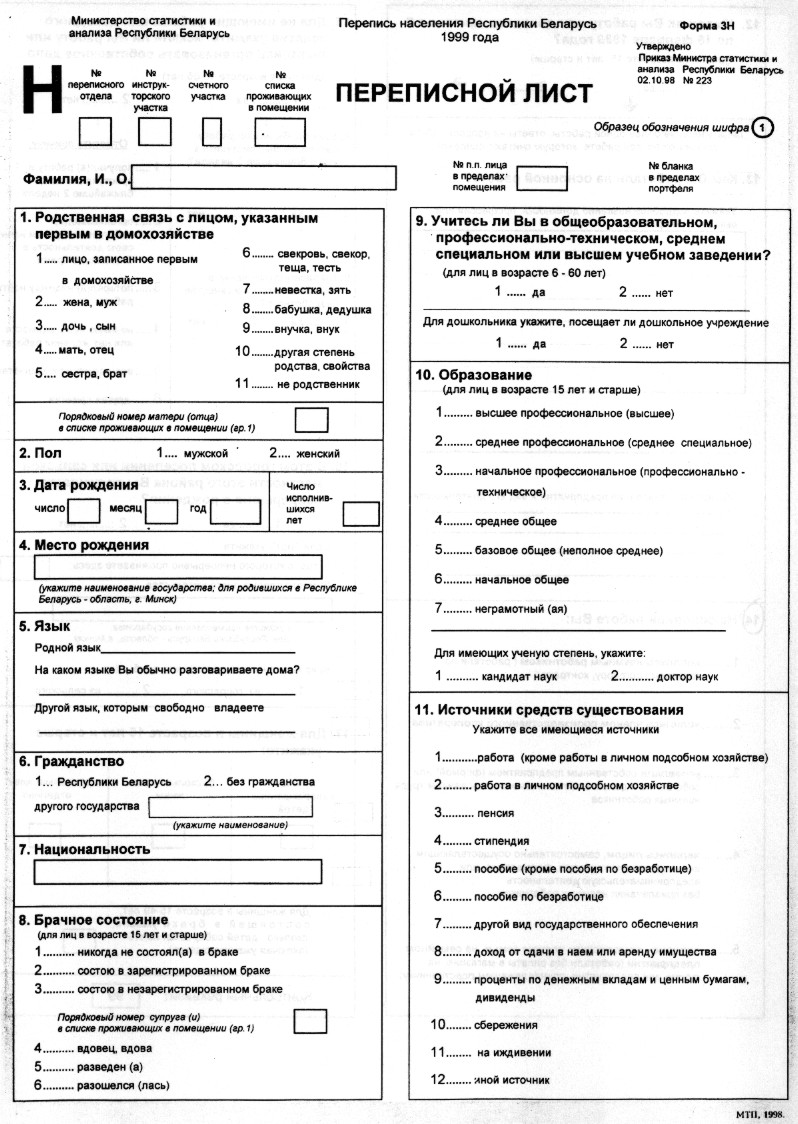
Переписной лист

Перепись была подготовлена Министерством статистики и анализа (в настоящее время — Национальный статистический комитет Республики Беларусь) менее чем за 3 года. В 1997 году в Молодечненском районе Минской области была проведена пробная перепись. Министерство проделало всю подготовительную работу и проанализировало результаты впервые, так как ранее многими аспектами подготовки, проведения и обработки результатов переписей занимались союзные статистические органы в Москве. По сравнению с переписью 1989 года в переписные листы было добавлено 4 новых вопроса (о планируемом количестве детей для женщин в возрасте 15-49 лет, о гражданстве и др.), формулировки некоторых вопросов изменились (в частности, появилась возможность указать проживание в незарегистрированном браке, язык домашнего общения и свободного владения, количество источников средств к существованию). Многие вопросы были переформулированы в связи с принятием международных статистических норм. Отчасти изменилась методология подсчёта: если ранее переписывалось только наличное население, то в 1999 году был проведён учёт постоянного населения по месту жительства с указанием критического момента на 0:00 16 февраля 1999 года. Основной единицей наблюдения впервые стало домохозяйство. Первоначально планировалось провести перепись полностью на русском языке, но после волны протестов были отпечатаны бюллетени на белорусском языке, которых, однако, не хватило всем желающим. К проведению переписи было привлечено 33 тысячи переписчиков, бюджет переписи составлял около 0,5-0,7 доллара на одного человека. Основные результаты переписи были опубликованы в 8 статистических сборниках.
Перепись выявила расхождение в 1,2 % с ежегодно публиковавшимися данными текущего учёта (в сторону уменьшения). Несмотря на незначительность расхождения, нет единого мнения в вопросе, стало ли это результатом распространённого недоучёта при проведении переписи, или же было вызвано миграциями населения, которые не были учтены текущей статистикой: в последнем случае в 1989—1999 годах вместо заявленного положительного миграционного сальдо населения имел место чистый отток населения.